# Kongres Wolności Kultury (organizacja)
Kongres Wolności Kultury – powstał na zgromadzeniu intelektualistów w Berlinie 26–30 czerwca 1950 roku. Inicjatorami byli: Arthur Koestler, James Burnham, Ernst Reuter, Sidney Hook i Melvin Lasky.
Twórcy apelowali o kulturę niezależną od ideologii, o uwolnienie od presji totalitaryzmu.
Polakami, którzy brali udział w pracach Kongresu byli: Jerzy Giedroyc, Józef Czapski i Konstanty Jeleński.
Pisma związane z Kongresem wspierała m.in. Farfield Foundation, będąca atrapą CIA.